# Серафим (Глушаков)
Епи́скоп Серафи́м (в миру Фёдор Миха́йлович Глушако́в; 19 марта 1969, Караганда, Казахская ССР — 9 июня 2020, Самара) — епископ Русской православной церкви на покое, бывший епископ Анадырский и Чукотский (2011—2015).
Тезоименитство 19 июля/1 августа (преподобного Серафима, Саровского чудотворца)

## Биография
Родился в городе Караганде в православной семье, высланной в Казахстан в ходе репрессий 1930-х годов.
В 1986 году окончил среднюю общеобразовательную школу и поступил в Московскую духовную семинарию. По окончании учёбы поступил послушником в Свято-Успенский Псково-Печерский монастырь.
В 1992 году окончил Куйбышевский государственный педагогический институт.
16 февраля 1992 года архиепископом Ульяновским и Мелекесским Проклом рукоположён во диакона. 5 июля 1992 года архиепископом Самарским и Сызранским Евсевием рукоположён во пресвитера и назначен настоятелем строящегося Воскресенского собора города Самары, который был освящён в 1993 году. Воскресенский собор стал в девяностые годы первым православным храмом на всей огромной рабочей окраине Самары — «Безымянке». Под руководством настоятеля было реконструировано и значительно расширено само здание Воскресенского собора, благоустраивается прилегающая территория.
23 июня 1998 года по благословению архиепископа Самарского и Сызранского Сергия принял монашеский постриг. К Пасхе 2000 года возведён в сан игумена.
В 2002 году окончил Московскую духовную академию со степенью кандидата богословия.
Руководил двумя епархиальными комиссиями Самарской епархии — по внешним связям и по делам монастырей.
6 октября 2003 года решением Священного Синода Воскресенский собор был преобразован в Воскресенский мужской монастырь, а игумен Серафим был назначен наместником данного монастыря.
В 2004 году с отличием окончил юридический факультет Поволжской академии государственной службы имени П. А. Столыпина. Преподавал в Самарской духовной семинарии и Самарском государственном экономическом университете.
К Пасхе 2010 года возведён в сан архимандрита.

### Архиерейство
22 марта 2011 года решением Священного синода избран епископом Воскресенским, викарием Московской епархии. 21 мая, в день Собора новомучеников, в Бутове пострадавших, патриарх Кирилл возглавил чин наречения архимандрита Серафима (Глушакова) во епископа Воскресенского в храме Новомучеников и Исповедников Российских на Бутовском полигоне. 22 мая в Преображенском соборе Николо-Угрешского монастыря хиротонисан во епископа Воскресенского, викария Московской епархии. Хиротонию совершили патриарх Московских и всея Руси Кирилл, митрополит Крутицкий и Коломенский Ювеналий (Поярков), архиепископ Симбирский и Мелекесский Прокл (Хазов), архиепископ Самарский и Сызранский Сергий (Полеткин), архиепископ Истринский Арсений (Епифанов), архиепископ Рязанский и Касимовский Павел (Пономарёв), архиепископ Верейский Евгений (Решетников), архиепископ Сергиево-Посадский Феогност (Гузиков), епископ Пензенский и Кузнецкий Вениамин (Зарицкий), епископ Солнечногорский Сергий (Чашин), епископ Элистинский и Калмыцкий Зиновий (Корзинкин), епископ Звенигородский Николай (Чашин).
30 мая 2011 года решением Священного синода назначен епископом Анадырским и Чукотским.
27 июля 2011 года решением Священного синода освобождён от обязанностей наместника Воскресенского мужского монастыря города Самары.
С 12 по 23 декабря 2011 года прослушал двухнедельные курсы повышения квалификации для новоизбранных архиереев Русской православной церкви в общецерковной аспирантуре и докторантуре имени святых равноапостольных Кирилла и Мефодия.
24 декабря 2015 года Священный синод, обсудив положение дел в Анадырской и Чукотской епархии, почислил епископа Серафима на покой и направил его в распоряжение митрополита Самарского и Сызранского Сергия, определив ему местом пребывания город Самару.
Умер 9 июня 2020 года в одной из больниц города Самары. 11 июня 2020 года в Воскресенском мужском монастыре города Самары состоялось отпевание епископа Серафима, которое возглавил митрополит Самарский и Новокуйбышевский Сергий (Полеткин), которому сослужили епископ Кинельский и Безенчукский Софроний, епископ Отрадненский и Похвистневский Никифор, клирики Самарской митрополии.